# Морски лед
Морски лед настаје смрзавањем морске воде. Пошто је густина леда мања од густине воде, лед плута по површини океана. Морски лед покрива око 7% површине Земље и око 12% светског океана. Највећи део светског морског леда налази се у поларним регионима, па се тако дели у два блока. Први блок се назива Арктички ледени блок и налази се у Северном леденом океану, а други је Антарктички ледени блок и он се налази у Јужном океану. У зависности о ветра, морских струја и температурних осцилација, морски лед може бити веома динамичан и довести до стварања широког спектра ледених типова и појава.
Морски лед се може сматрати супротношћу ледених брегова, који представљају комаде леда који су отпали од ледених клифова или ледника и упали у океан.

## Настанак
Морски лед се не ствара, а и не топи једноставно. Током свог животног века веома је динамичан, а на то највише утичу временски услови. Да би дошло до настанка морског леда потребно је да само горњи слој воде буде на тачки смрзавања.
Руски научник Владимир Визе посветио је свој живот проучавању Арктичког леденог блока и развио своју теорију о научној предикцији стања леда, због које је био веома цењен у академским круговима. Применом ове теорије на Карско море открио је једно острво које носи његово име.

## Опште карактеристике и динамика
Морски лед једноставно не расте и топи се. Током свог животног века, веома је динамичан. Услед комбинованог деловања ветрова, струја, колебања температуре воде и температуре ваздуха, површине морског леда обично пролазе кроз значајну количину деформација. Морски лед се класификује према томе да ли је у стању да плута или не, и према његовој старости.

### Брзи лед наспрам наношења (или паковања) леда
Морски лед се може класификовати према томе да ли је везан (или замрзнут) за обалу (или између плићака или приземљених санти леда). Ако је причвршћен, зове се копнени лед, или чешће, трајни лед. Алтернативно и за разлику од трајног леда, плутајући лед се јавља даље од обале у веома широким областима и обухвата лед који се слободно креће са струјама и ветровима. Физичка граница између трајног леда и плутајућег леда је граница трајног леда. Зона леда може се даље поделити на зону смицања, маргиналну зону леда и централно паковање. Плутајући лед се састоји од санти, појединачних комада морског леда пречника 20 m (66 ft) или више. Постоје називи за различите величине санти: мале – 20 до 100 m (66 до 328 стопа); средње – 100 до 500 m (330 до 1.640 стопа); велике – 500 до 2.000 m (1.600 до 6.600 стопа); огромне – 2 до 10 km (1,2 до 6,2 миље); и џиновскe – више од 10 km (6,2 mi). Термин паковани лед се користи било као синоним за лебдећи лед, или да означи зону лебдећег леда у којој су санте густо збијене. Целокупни морски ледени покривач се назива ледена надстрешница из перспективе подморничке навигације.

### Класификација на основу старости
Друга класификација коју научници користе за описивање морског леда заснива се на старости, односно на степену његовог развоја. Ове фазе су: нови лед, нилас, млади лед, првогодишњак и стари.

#### Нови лед, нилас и млади лед
Нови лед је општи термин који се користи за недавно замрзнуту морску воду која још не чини чврсти лед. Он се може састојати од крхког леда (плоче или зрна леда суспендованих у води), бљузгавице (снег засићен водом) или шуге (спужвасте беле грудвице леда пречника неколико центиметара). Други термини, као што су масни лед и паланчинкасти лед, користе се за акумулације кристала леда под дејством ветра и таласа. Када морски лед почне да се формира на плажи са благим надимањем, могу се створити ледена јаја до величине лопте.
Нилас означава морску ледену кору дебљине до 10 cm (3,9 in). Савија се без ломљења око таласа и бубри. Нилас се даље могу поделити на тамни нилас – дебљине до 5 cm (2,0 in) и веома тамне и светле ниласе – дебљине преко 5 cm (2,0 in) и светлије боје.
Млади лед је прелазна фаза између ниласа и леда прве године и креће се у дебљини од 10 cm (3,9 in) до 30 cm (12 in). Млади лед се даље може поделити на сиви лед – 10 cm (3,9 in) до 15 cm (5,9 in) у дебљини и сиво-бели лед – од 15 cm (5,9 in) до 30 cm (12 in) у дебљини. Млади лед није тако флексибилан као нилас, већ има тенденцију да се ломи под дејством таласа. Под компресијом формира или сплав (у фази сивог леда) или гребен (у фази сиво-белог леда).

#### Морски лед прве године
Морски лед прве године је лед који је дебљи од младог леда, али није растао дуже од једне године. Другим речима, то је лед који расте у јесен и зиму (након што прође кроз нови лед – нилас – млади лед стадијуме и даље расте), али не преживи пролећне и летње месеце (већ се отопи). Дебљина овог леда се обично креће од 0,3 m (0,98 ft) до 2 m (6,6 ft). Лед прве године се даље може поделити на танак (30 cm (0,98 ft) до 70 cm (2,3 ft)), средњи (70 cm (2,3 ft) до 120 cm (3,9 ft)) и дебели (>120 cm (3,9 ft)).

#### Стари морски лед
Стари морски лед је морски лед који је преживео најмање једну сезону топљења (тј. једно лето). Из тог разлога, овај лед је генерално дебљи од морског леда прве године. Стари лед се обично дели на две врсте: другогодишњи лед, који је преживео једну сезону топљења и вишегодишњи лед, који је преживео више од једне сезоне. (У неким изворима стари лед је стар више од 2 године.) Вишегодишњи лед је много чешћи на Арктику него на Антарктику. Разлог за то је што се морски лед на југу спушта у топлије воде где се топи. На Арктику, већи део морског леда је затворен копном.

### Покретачка снага
Док је трајни лед релативно стабилан (зато што је везан за обалу или морско дно), лебдећи (или паковани) лед пролази кроз релативно сложене процесе деформације који на крају доводе до типичног широког спектра пејзажа морског леда. Ветар је главна покретачка снага, заједно са океанским струјама. Кориолисова сила и нагиб површине морског леда су такође важни. Ове покретачке силе изазивају стање стреса у зони дрифт леда. Проток леда која се приближава другом и гура се против њега створиће стање компресије на граници између њих. Ледени покривач такође може доживети стање напетости, што доводи до дивергенције и отварања пукотина. Ако две плоче лебде бочно једна поред друге док остају у контакту, то створити стање смицања.

### Деформација
Деформација морског леда је резултат интеракције између ледених плоча, док се оне гурају једна против друге. Резултат може имати три типа карактеристика: 1) Сплавни лед, када један комад надјача други; 2) Притисни гребени, линија сломљеног леда која се приморава надоле (да би се формирала кобилица) и нагоре (да би се направило једро); и 3) хамок, брежуљак сломљеног леда који формира неравну површину. Гребен смицања је гребен под притиском који се формира под смицањем – тежи да буде линеарнији од гребена изазваног само компресијом. Нови гребен је недавна карактеристика – има оштре гребене, са бочним нагибом под углом већим од 40 степени. Супротно томе, истрошени гребен је онај са заобљеним гребеном и са странама нагнутим под углом испод 40 степени. Стамухи су још једна врста гомилања, али су уземљена и стога су релативно непокретна. Они су резултат интеракције између трајног леда и плутајућег леда.
Равни лед је морски лед који није деформисан и стога је релативно раван.

### Вођице и полиније
Вођице и полиније су области отворене воде које се јављају унутар морског леда иако су температуре ваздуха испод нуле, и обезбеђују директну интеракцију између океана и атмосфере, што је важно за дивље животиње. Вођице су уске и линеарне - варирају у ширини од метар до километра. Током зиме, вода у вођицама се брзо смрзава. Оне се користе у навигационе сврхе – чак и када се поново замрзну, лед у њима је тањи, што омогућава ледоломцима приступ лакшој путањи пролаза и подморницама да лакше израњају. Полиније су уједначеније величине од вођица и такође су веће – препознају се два типа: 1) топлотно-сензибилне полиније, узроковане подизањем топлије воде и 2) латентно-топлотне полиње, које су резултат постојаних ветрова са обале.
- Поглед из ваздуха који приказује пространство лебдећег леда на мору код Лабрадора (источна Канада) са плутајућим сантама различитих величина, и са отвореном водом у неколико мрежа испуста. (Скала није доступна.)
- Поглед из ваздуха који приказује пространство лебдећег леда на југоистоку Гренланда, које се састоји од лабаво збијених јата различитих величина, са вођицом који се развија у центру. (Скала није доступна.)
- Поглед из ваздуха који приказује пространство леда који се углавном састоји од воде. (Скала није доступна.)
- Поглед изблиза унутар зоне лебдећег леда: неколико малих заобљених плоха одвојене су једна од друге бљузгавицом или масним ледом. (Птица доле десно за размеру.)
- Пример грбавог леда: накупина ледених блокова, овде дебљине око 20 до 30 cm (7,9 до 11,8 инча) (са танким снежним покривачем).
- Пример на терену притиска гребена. На овој фотографији је приказано само једро (део гребена изнад ледене површине) – кобилицу је теже документовати.
- Поглед из ваздуха на Чукотско море између Чукотке и Аљаске, са патерном вођица. Већи део отворене воде унутар ових прореза је већ прекривен новим ледом (означено мало светлијом плавом бојом) (скала није доступна).